# Canterbury Knights
Canterbury Knights is het enige album van de Britse progressieve rock-band The Polite Force. Het album verscheen in 1997 en is een uitgave van oude opnames uit de jaren zeventig, ruim 20 jaar eerder. The Polite Force heeft nooit een album uitgebracht in de tijd dat ze als band actief waren.

## Tracklist
1. Birdworld - 2:02 (Graham Flight)
2. Childsplay - 5:59 (Graham Flight)
3. Mr. Sax Speaks - 4:18 (Mark Hewins)
4. Solitude 6:17 (Mark Hewins/ Max Mette)
5. Food Of The Gods / Gruel For The Slobs - 10:42 (Graham Flight)
6. Arabadnaz - 9:48 (Mark Hewins)
7. Extension - 3:30 (Mark Hewins)
8. They Shoot Indians (In Brazil) - 4:23 (Max Mette /Mark Hewins)
9. Hey Diddle Diddle - 8:59 (Graham Flight)
10. For Pleasure - 3:14 (Mark Hewins)
11. Ritual/Dance#2 - 3:59 (Mark Hewins/Graham Flight)
12. The Man From Mars - 8:53 (Mark Hewins)

## Bezetting
- Mark Hewins: gitaar
- David Sinclair: elektrische piano
- Graham Flight: basgitaar
- Vince Clarke: drums
- Max Metto: saxofoon
- Jon Rowe: dwarsfluit
- Geoff Corner